# Now That We're Dead
«Now That We're Dead» es un sencillo de la banda de thrash metal Metallica y el cuarto de su disco Hardwired... to Self-Destruct. Fue publicado el 18 de abril de 2017, y la canción fue interpretada en vivo por primera vez el 11 de enero del mismo año en Seúl, Corea del Sur. La letra habla sobre la vida después de la muerte y el reencuentro con seres queridos. En los conciertos en la Ciudad de México en marzo de 2017, se le agregó un interludio extendido en el que los 4 integrantes de la banda tocan la batería. El video musical de la canción tiene dos versiones: la primera es del grupo musical tocando en un cuarto blanco y la segunda es una recopilación del concierto realizado en la Ciudad de México.
En 2020, la canción fue usado por el luchador The Undertaker en su lucha contra A.J. Styles en WrestleMania 36.

## Créditos
- James Hetfield: Voz y guitarra rítmica; segundo solo de guitarra.
- Kirk Hammett: Guitarra líder.
- Robert Trujillo: Bajo eléctrico.
- Lars Ulrich: Batería y percusión.

- Datos: Q29388582